# أجيث كومار
أجيث كومار هو سائق سباق وممثل هندي، ولد في 1 مايو 1971 في الهند. من الجوائز التي نالها جائزة فيلم فير جنوب.

## جوائز
- جائزة فيلم فير جنوب

## وصلات خارجية
- أجيث كومار على موقع Racing-Reference.info (الإنجليزية)
- أجيث كومار على موقع DriverDB.com (الإنجليزية)

- أجيث كومار على موقع IMDb (الإنجليزية)
- أجيث كومار على موقع ألو سيني (الفرنسية)
- أجيث كومار على موقع أول موفي (الإنجليزية)
- أجيث كومار على موقع قاعدة بيانات الفيلم (الإنجليزية)
- أجيث كومار على موقع كينوبويسك (الروسية)